# Inhul
Inhul popř. Velký Inhul (ukrajinsky Інгул, rusky Ингул nebo Великий Ингул) je řeka v Kirovohradské a v Mykolajivské oblasti na Ukrajině. Je 354 km dlouhá. Povodí má rozlohu 9890 km².

## Průběh toku
Pramení na Podněperské vysočině, přes kterou také protéká na horním a středním toku. Na dolním toku protéká Černomořskou nížinou a rozděluje se na jednotlivá ramena. V severní části města Mykolajiv se vlévá do Jižního Bugu.

## Vodní režim
Zdrojem vody jsou převážně sněhové a dešťové srážky. Průměrný průtok vody u vesnice Novohorožene ve vzdálenosti 118 km od ústí činí 8,84 m³/s. Zamrzá v první polovině prosince a rozmrzá na konci února až v první polovině března.

## Využití
Vodní doprava je možná v délce 55 km od ústí. Na řece leží město Kropyvnyckyj (Kirovohrad). Voda z řeky se využívá na zavlažování.